# Rannaküla (Muhu)
Rannaküla (tot 1977 meestal Ranna genoemd) is een plaats in de Estlandse gemeente Muhu, provincie Saaremaa. De plaats heeft de status van dorp (Estisch: küla).

## Bevolking
Het dorp had 7 inwoners op 31 december 2011 en 12 inwoners op 31 december 2021.

## Ligging
Rannaküla ligt aan de westkust van het eiland Muhu. Dit deel van de Oostzee heet Väinameri. Het onbewoonde eilandje Sääri, op 300 meter van de kust en met een oppervlakte van 5,7 hectare, hoort bij het dorp. Het ligt in het beschermde natuurgebied Väinamere hoiuala, dat het water tussen de eilanden Saaremaa en Hiiumaa en het Estische vasteland, en ook delen van de kust, omvat. Ten zuiden van Rannaküla ligt het beschermde natuurgebied Ranna-Põitse hoiuala (2,3 km²).
De kaap tegenover Sääri heet Anenina.

## Geschiedenis
De naam Ranna staat op kaarten van rond 1800, maar is op latere kaarten niet meer terug te vinden. Rond 1900 keerde het dorp terug op de kaarten, nu als Ранна, de Russische transcriptie van de naam. Het dorp lag op het landgoed van Tamse.
In 1977 werd Ranna bij het buurdorp Tamse gevoegd. In 1997 werd het onder de naam Rannaküla weer een zelfstandig dorp.